# Корякин, Владислав Сергеевич
Владислав Сергеевич Корякин (10 июня 1933, Архангельск — 6 или 7 июля 2021 года) — советский российский гляциолог и историк Арктики, писатель, журналист. Доктор географических наук (2001). Сотрудник Института географии АН СССР/РАН (1954—1992). Действительный член Географического общества Союза ССР. Академик РАЕН. почётный полярник России
Научная деятельность посвящена изучению ледников в связи с изменениями климата.

## Биография
Родился в 1933 году в Архангельске.
Окончил Московский институт инженеров геодезии, аэрофотосъемки и картографии (1956). После окончания поступил в отдел гляциологии Института географии АН СССР, где проработал до 1992 года.
После первых экспедиций (1954 г., о. Сахалин, 1955 г. Тянь-Шань и окрестности оз. Иссык-Куль), с началом исследований по программе Международного Геофизического года определился как исследователь-полярник. В 1956—1994 годах — в арктических экспедициях. Трижды зимовал на Новой Земле и в Антарктиде (1967—1969). Участвовал в 11 экспедициях на архипелаге Шпицберген, 7 экспедициях на Северную Землю. Участвовал в плаваниях в арктических морях.
В 1976 г. защитил диссертацию на соискание ученой степени кандидата географических наук по теме «Эволюция современного оледенения Евроазиатского сектора Арктики по наблюдениям за морфологией и колебаниями ледников».
В 2000 г. защитил диссертацию на соискание ученой степени доктора географических наук по теме «История изучения природной системы Новой Земли до середины XX века», докторская степень присвоена в 2001 году .
В 2002—2008 гг. преподавал на кафедре географии и геоэкологии Поморского государственного университета в Архангельске в должности профессора.
Скончался 6 июля 2021 года после тяжелой болезни

## Награды
10 июля 1985 г награждён знаком Почетного Полярника.